# Liastos

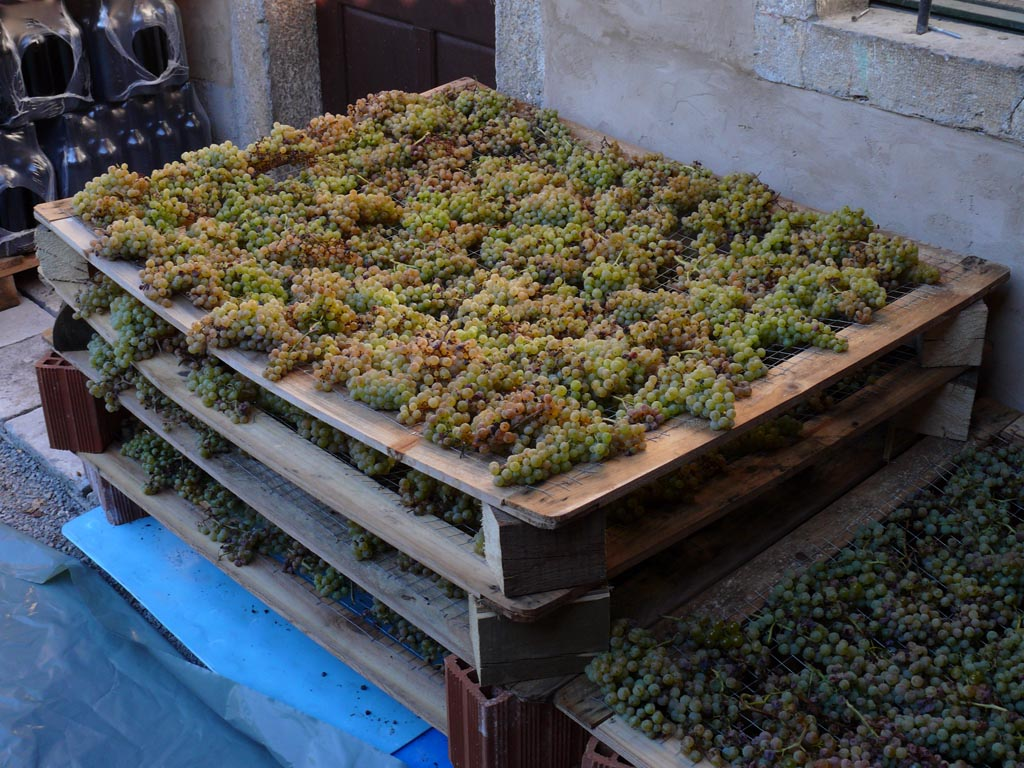
Das Trocknen überreifer Trauben auf Holzgestellen ist im gesamten Mittelmeerraum verbreitet. Hier zum Trocknen aufgelegte Trauben in Slowenien

Liastos (griechisch Λιαστός) ist die griechische Bezeichnung eines meist süßen Weines, dessen Trauben vor der Fermentation auf Holzgestellen langsam in der Sonne getrocknet wurden, um den relativen Zucker- und Extraktgehalt zu erhöhen. Die Herstellung entspricht im Wesentlichen der eines deutschen Strohweines, eines italienischen Passito oder eines französischen Vin de Paille. Die Matten oder Holzgestelle, auf denen die spät gelesenen Trauben trocknen, werden Liastes (griech. λιαστές) genannt. Beide Wörter sind vom griechischen Wort für Sonne = Ήλιος abgeleitet.
Die Herstellungsmethode geht zumindest auf die Weinkultur des archaischen Griechenlands zurück, vielleicht ist sie jedoch noch älter. Odysseus bewundert bei seinem Aufenthalt bei den Phäaken den prachtvollen Garten des Alkinoos. Ins Detail geht Hesiod, der in seinem etwas nach 700 v. Chr. verfassten Werk Werke und Tage Zeitpunkt und Methode der Weinbereitung beschreibt.
Die Bezeichnung wird in der heutigen Weinkultur Griechenlands vor allem dazu verwendet, um einen ungespriteten Vin Naturellement Doux von den in Griechenland häufigen Vin Doux Naturel abzugrenzen. Sie ist also eine Typusbezeichnung und nicht an Weinregionen oder Appellationen gebunden. Weine dieses Typs werden überall in Griechenland sowohl aus roten als auch aus weißen Trauben in den unterschiedlichsten Mischungsverhältnissen hergestellt, wobei die Methoden der Weinherstellung besonders in Bezug auf die Trocknung und Gärung leicht variieren. Die Weine lassen sich weder in ihrer Qualität noch in ihren sensorischen Eigenschaften einheitlich beschreiben. In guten Jahren und bei sorgfältiger Vinifizierung, kann ein Liastos ein bemerkenswerter Süßwein sein. Gemeinsam ist ihnen ihre zuweilen ausgeprägte Süße und ein Alkoholgehalt zwischen 13 und 14 Volumenprozent. Bekannte Weine dieses Typs stammen aus Santorin, Samos und Siatista.